# Michail Michajlovič Golicyn (1675-1730)
Il principe Michail Michajlovič Golicyn (in russo Михаил Михайлович Голицын?; Mosca, 12 novembre 1675 – 21 dicembre 1730) è stato un ufficiale russo.

## Biografia
Era il figlio di Michail Andreevič Golicyn (1639-1687), e di sua moglie, Praskov'ja Nikitina Kaftyrëvaja (1645-1715). Aveva tre fratelli (Dmitrij, Pëtr, Michail) e tre sorelle (Marija, Suor Maria, Sof'ja).

## Carriera
Nel 1687 intraprese la carriera militare nel Reggimento Semënovskij. Nel 1694 venne promosso al grado di guardiamarina. Grazie al suo eccellente comportamento nella campagna d'Azov (1695-1696), ricevette il grado di capitano. Partecipò alla battaglia di Narva, dove fu ferito, poi all'assedio di Nöteborg (1702), Nyenschantz (1703), Narva (1704) e Jelgava (1705). Dopo aver preso Nöteborg, venne promosso a colonnello. Dal 1706 venne promosso a maggior generale.
Nel 1708 sconfisse il generale svedese Carl Gustav Ross e in seguito venne promosso al grado di tenente generale. Nella battaglia di Poltava comandò le guardie insieme al principe Aleksandr Danilovič Menšikov. Nella campagna di Prut, nel 1711, comandò la cavalleria russa.
Nel 1714 venne promosso a comandante in capo e fu nominato governatore della Finlandia, carica che mantenne fino al 1721. Nel 1723-1728 comandò le truppe sul territorio dell'Ucraina. In quel momento, creò uno dei Kharkov Collegium (in russo Харьковский коллегиум?). Dopo la morte di Pietro nel gennaio 1725, divenne un sostenitore del regno di suo nipote, Pëtr Alekseevič. Nonostante ciò, ascese al trono la moglie di Pietro, Caterina. Durante l'ascesa di Pietro II venne nominato senatore e membro al Consiglio privato supremo e nel settembre 1728 divenne presidente del Collegio militare.
Come membro del consiglio partecipò all'incoronazione di Anna I.

## Matrimoni

### Primo matrimonio
Nel 1692 sposò Evdokija Ivanovna Buturlina (1674-1713), figlia di Ivan Fedorovič Buturlin. Ebbero sei figli:
- Praskov'ja Michajlovna (1695-1719), sposò il principe Aleksej Michajlovič Dolgorukov;
- Natal'ja Michajlovna (1696-1697);
- Anna Michajlovna (1699-1727), sposò il conte Aleksandr Borisovič Buturlin, non ebbero figli;
- Anna Michajlovna (1701-1748), sposò Lev Vasil'evič Izmajlov, ebbero quattro figli;
- Pëtr Michajlovič (1702-1760);
- Sof'ja Michajlovna (1712-1759), sposò il conte Pëtr Ivanovič Golovin.

### Secondo matrimonio
Nel 1716 sposò Tat'jana Borisovna Kurakina (1696-1757), figlia di Boris Ivanovič Kurakin e di Xenia Fedorovna Lopukina. Ebbero undici figli:
- Marija Michajlovna (1717-1780), sposò il principe Ivan Andreevič Prozorovskij, ebbero tredici figli;
- Aleksandr Michajlovič (1718-1783);
- Marfa Michajlovna (1720-1749), sposò il principe Sergej Fëdorovič Chovanskij;
- Dmitrij Michajlovič (1721-1793), sposò la principessa Ekaterina Dmitrievna Cantemir;
- Praskov'ja Michajlovna (1722);
- Boris Michajlovič (1723-1726);
- Elizaveta Michajlovna (1723-1724);
- Ekaterina Michajlovna (1724-1779), sposò il conte Pëtr Aleksandrovič Rumjancev-Zadunajskij;
- Ekaterina Michajlovna (1725-1744);
- Nikolaj Michajlovič (1727-1787), sposò Ekaterina Ivanovna Golovina, ebbero quattro figli;
- Andrej Michajlovič (1729-1770), sposò la principessa Elizaveta Jusupova.

## Morte
Morì il 21 dicembre 1730.